# Michael Phillips (pattinatore)
Michael Phillips (... – agosto 2016) è stato un danzatore su ghiaccio britannico. Insieme a Linda Shearman ha vinto il Campionato europeo e l'argento al Campionato mondiale nel 1963. È morto nel 2016.

## Risultati
(con Linda Shearman)
| Internazionali        | Internazionali | Internazionali | Internazionali |
| Evento                | 1961           | 1962           | 1963           |
| --------------------- | -------------- | -------------- | -------------- |
| Campionati mondiali   |                | 4°             | 2°             |
| Campionati europei    | 3°             | 2°             | 1°             |
| Nazionali             |                |                |                |
| Campionati Britannici |                | 1°             | 1°             |